# 文字・活字文化の日
文字・活字文化の日（もじかつじぶんかのひ）は、2005年に施行された文字・活字文化振興法に基づいて制定された日本の記念日。

## 概要
2005年7月に議員立法として、文字・活字文化振興法が施行された。この法律は、日本における文字・活字文化の振興に関する施策の推進を図り、知的で心豊かな国民生活及び活力のある社会の実現に寄与することを目的としている。この文字・活字文化振興法の第十一条により10月27日を「文字・活字文化の日」とすることが定められた。なお、10月27日は読書週間（11月3日の文化の日を中心とした2週間）の最初の日でもある。この期間、さまざまなイベントが、図書館や出版社、書店などで開催される。